# Nughedu Santa Vittoria
Nughedu Santa Vittoria è un comune italiano di 426 abitanti della provincia di Oristano in Sardegna, nella regione storica del Barigadu.

## Storia
L'area fu abitata già in epoca prenuragica e nuragica, per la presenza nel territorio di diversi siti archeologici tra cui domus de janas, megalitismo e un protonuraghe.
Nel medioevo appartenne al Giudicato di Arborea e fece parte, con il nome di Nugheddu, della curatoria di Parte Barigadu. Alla caduta del giudicato (1420) passò sotto il dominio aragonese e divenne un feudo. Nel 1773 fu incorporato nel marchesato di San Vittorio, concesso insieme a Bidonì e Sorradile ai Todde. Venne riscattato nel 1839 ai Pes, ultimi feudatari, con la soppressione del sistema feudale.

### Simboli
Lo stemma e il gonfalone del Comune di Nughedu Santa Vittoria sono stati concessi con decreto del Presidente della Repubblica del 7 marzo 2005.
(D.P.R. 07.03.2005)
Il gonfalone è un drappo di giallo.
La bandiera, concessa con D.P.R. del 15 marzo 2018, è un drappo di giallo caricato dello stemma comunale.

## Monumenti e luoghi d'interesse

### Architetture religiose
- Chiesa di San Giacomo: è una chiesa seicentesca che si trova al centro del paese e ha la facciata divisa in due ordini da una cornice a dentelli, sottolineata da un corso di formelle in cui si alternano punte di diamante e rosette, presenta in asse con il rosone, un bel portale tardomanieristico a timpano curvilineo. L'interno della chiesa segue la tradizione gotico-catalana con un'aula mononavata con archi a sesto acuto e con cappelle laterali tra contrafforti. Le cappelle laterali sono voltate a botte e si raccordano all'aula mediante arconi a tutto sesto in conci lisci di trachite rossa;
- novenario di San Basilio,
- in località Pranu Santa Vittoria, dove in passato sorgeva un antico monastero benedettino, restano ancora oggi i ruderi della chiesa dedicata a santa Vittoria.

### Siti archeologici
- Domus de janas di S'angrone;

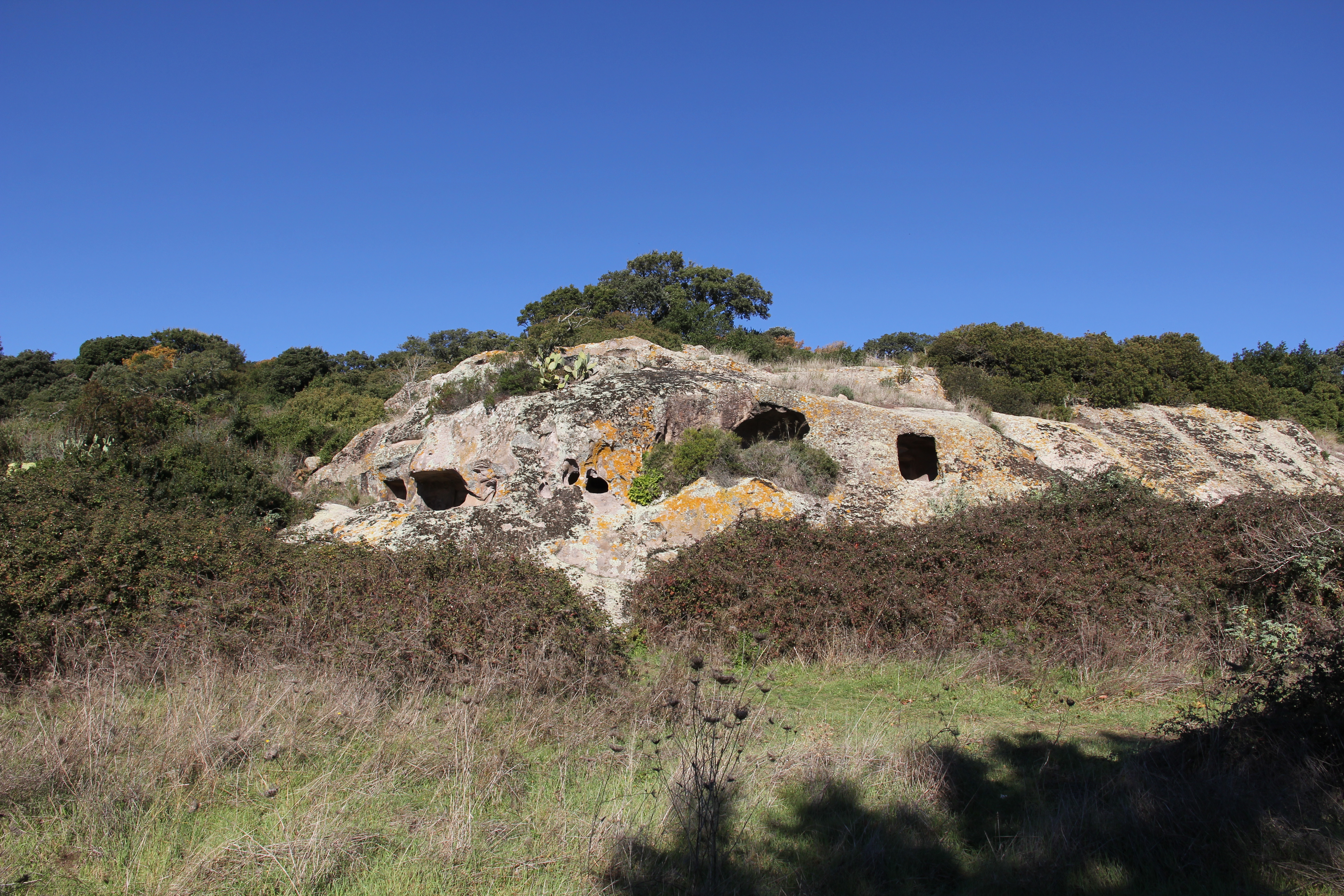
La necropoli prenuragica di Sas Arzolas de Goi

- necropoli di Sas Arzolas de Goi che sono scavate nel declivio di una collina trachitica e presentano sette ipogei;
- protonuraghe di Su casteddu

### Aree naturali
Il monte Santa Vittoria presso il bosco d'Assai ospita un'oasi faunistica dove sono presenti numerosi daini. Il bosco è caratterizzato dalla presenza di lecci e sughere secolari.

## Società

### Evoluzione demografica
Abitanti censiti

### Etnie e minoranze straniere
Secondo i dati ISTAT al 31 dicembre 2010 la popolazione straniera residente era di 9 persone. Le nazionalità maggiormente rappresentate in base alla loro percentuale sul totale della popolazione residente erano:
- Romania 6 1,15%

### Lingue e dialetti
La variante del sardo parlata a Nughedu Santa Vittoria è riconducibile alla Limba de mesania.

### Tradizioni e folclore

#### Feste
- San Giacomo: 24-25 luglio
- Sant'Anna: 26 luglio
- San Basilio: dal 24 agosto al 1º settembre
- Santa Vittoria: prima domenica di agosto
- Sant’Antonio Abate: 16/17 gennaio

## Cultura

### Istruzione

#### Musei
Il museo naturalistico Oasi d'Assai si trova in località Alamoju. All'interno del museo sono esposti reperti di fauna sarda, una riproduzione del territorio naturale della foresta, è presente una xiloteca ed una collezione di minerali e fossili di provenienza isolana.

## Amministrazione
| Periodo        | Periodo        | Primo cittadino | Partito                            | Carica  | Note  |
| -------------- | -------------- | --------------- | ---------------------------------- | ------- | ----- |
| 10 giugno 2018 | 29 maggio 2023 | Francesco Mura  | Lista civica "Nughedu futura"      | Sindaco | [ 7 ] |
| 29 maggio 2023 | in carica      | Vanessa Corda   | Lista civica "Impegno per Nughedu" | Sindaco | [ 8 ] |